# Mpg123
mpg123 — свободный минималистичный консольный MPEG аудиоплеер для UNIX-подобных операционных систем. Также mpg123 был портирован под операционную систему Windows при помощи Cygwin и MinGW. Он поддерживает MPEG-1 и −2, слои 1, 2 и 3. Используется в основном для проигрывания mp3-файлов. Существует плагин для Winamp.
mpg123 появился после первого mp3-плеера для UNIX-систем MAPlay и быстро получил широкое распространение. Ассемблерные оптимизации на этапе iDCT при декодировании MPEG делает его быстрее других mp3-плееров. Благодаря оптимизации он очень эффективно использует системные ресурсы. В плеере XMMS используется движок mpg123.
Последняя стабильная версия, написанная автором, была выпущена под лицензией GPL, а библиотека mpglib, входящая в состав плеера, — под LGPL. Тем не менее, в прошлом использовалась несвободная лицензия с открытым исходным кодом.
Официальная разработка mpg123 была заморожена на несколько лет, в течение которых было найдено несколько серьёзных проблем с безопасностью, которые закрывались только при участии сторонних разработчиков.
В 2006 году проект возглавил новый разработчик, и началась работа над выпуском новых версий плеера под LGPL-лицензией.
Движок mpg123 использует ряд проектов, например in_!mpg123. Коллекция портов FreeBSD включает обширный набор патчей для известных ошибок и проблем с безопасностью.